# سیارک ۴۹۶۳
سیارک ۴۹۶۳ (به انگلیسی: 4963 Kanroku، نامگذاری:1977DR1) چهار هزار و نهصد و شصت و سومین سیارک کشف شده‌است که در ۱۸ فوریه ۱۹۷۷ کشف شد.
قدر مطلق سیارک برابر ۱۲٫۴۰ است.